# Hyphessobrycon megalopterus
Hyphessobrycon megalopterus, conosciuto comunemente come fantasma nero o tetra fantasma nero, è un piccolo pesce d'acqua dolce appartenente alla famiglia Characidae.

## Distribuzione e habitat
Questa specie è diffusa in Sudamerica, nei bacini idrografici dei fiumi Paraguay e Guaporé.

## Descrizione
Presenta un aspetto tipico degli Hyphessobrycon, con corpo molto compresso ai fianchi, dal profilo romboidale, con testa a punta, profili dorsale e ventrale molto accentuati e peduncolo caudale stretto e corto. La livrea presenta un dimorfismo sessuale accentuato: i maschi hanno un colore di fondo scuro ma semitrasparente, che varia dal grigio fumo al nero velluto, con sacco ventrale più chiaro, dai riflessi argentei; poco dopo l'opercolo branchiale compare una "virgola" nera, orlata di azzurro argenteo. Le pinne sono nero velluto, con aree più o meno trasparenti, molto sviluppate. Le femmine presentano un colore di fondo più chiaro, variabile dal rosagrigio al grigio fumo, più o meno trasparente. La tipica virgola nera è sempre presente, ben visibile, mentre le pinne sono grigio-trasparenti, meno ampie di quelle dei maschi. 

Raggiunge una lunghezza massima di 3,5 cm.

## Riproduzione
Come negli altri Hyphessobrycon: le uova sono deposte sul fondo; non vi sono cure parentali.

## Alimentazione
Il tetra fantasma nero si nutre di piccoli crostacei, insetti e vermi (anellidi).

## Acquariofilia
Tra i Tetra più conosciuti e allevati in commercio.